# Lista delle costellazioni
L'Unione Astronomica Internazionale (UAI) divide il cielo in 88 costellazioni ufficiali con confini precisi, di modo che ogni punto della sfera celeste appartenga ad una ed una sola costellazione. Queste sono basate principalmente sulle costellazioni della tradizione antica e greco-romana, tramandate attraverso il Medioevo. L'elenco è stato ratificato nel 1928.

## Classificazione
Le 88 costellazioni si dividono, secondo un criterio storico e di importanza, in tre gruppi:
- le 13 costellazioni dello Zodiaco (compresa quella dell'Ofiuco) , che si trovano lungo l'eclittica, e vengono quindi percorse dal Sole nel suo moto apparente sulla volta celeste durante l'anno;[2]
- le altre 36 costellazioni elencate da Tolomeo nel suo Almagesto, oggi diventate 38 con la suddivisione di una di esse (la Nave Argo) in tre costellazioni distinte;
- le rimanenti 38 costellazioni, definite in epoca moderna (a partire dal 1600 circa) negli spazi vuoti tra le costellazioni tolemaiche e nell'emisfero meridionale. Di queste costellazioni, dodici sono state introdotte da Bayer, sette da Hevelius e quattordici da Lacaille; a queste si aggiungono altre due costellazioni create da Plancius (Giraffa e Unicorno) e tre costellazioni (Chioma di Berenice, Colomba e Croce del Sud) derivate dalla divisione di costellazioni preesistenti. Queste nuove costellazioni sono generalmente composte da stelle poco brillanti (quelle brillanti erano già state incluse nelle costellazioni dello Zodiaco e di Tolomeo) e possono essere difficili da osservare dalle città.

Inoltre si dividono anche in base alla loro posizione nel cielo:
- 28 costellazioni boreali (settentrionali);
- 15 costellazioni equatoriali;
- 45 costellazioni australi (meridionali).

Le costellazioni non hanno simboli ufficiali, anche se quelle dell'eclittica possono assumere i segni dello zodiaco. Simboli per le altre costellazioni moderne, oltre ad alcune più antiche che si trovano ancora nella nomenclatura moderna, sono stati proposti da Denis Moskowitz che ha proposto i simboli per i pianeti nani che sono stati utilizzati dalla NASA. I simboli delle costellazioni si trovano occasionalmente nella pubblicazione.

## Costellazioni
| Nome italiano        | AbbreviazioneUAI | Nome latino         | Genitivo            | Costellazione                                    | Cielo       | Estensione in angoli solidi | Simbolo proposto |
| -------------------- | ---------------- | ------------------- | ------------------- | ------------------------------------------------ | ----------- | --------------------------- | ---------------- |
| Acquario             | Aqr              | Aquarius            | Aquarii             | zodiaco                                          | equatoriale | 979.854                     |                  |
| Altare               | Ara              | Ara                 | Arae                | di Tolomeo                                       | australe    | 237.057                     |                  |
| Andromeda            | And              | Andromeda           | Andromedae          | di Tolomeo                                       | boreale     | 722.278                     |                  |
| Aquila               | Aql              | Aquila              | Aquilae             | di Tolomeo                                       | equatoriale | 652.473                     |                  |
| Ariete               | Ari              | Aries               | Arietis             | zodiaco                                          | boreale     | 441.395                     |                  |
| Auriga               | Aur              | Auriga              | Aurigae             | di Tolomeo                                       | boreale     | 657.438                     |                  |
| Balena               | Cet              | Cetus               | Ceti                | di Tolomeo                                       | equatoriale | 1231.411                    |                  |
| Bilancia             | Lib              | Libra               | Librae              | zodiaco                                          | australe    | 538.052                     |                  |
| Boote                | Boo              | Boötes              | Boötis              | di Tolomeo                                       | boreale     | 906.831                     |                  |
| Bulino               | Cae              | Caelum              | Caeli               | moderna, Lacaille, 1763                          | australe    | 124.865                     |                  |
| Bussola              | Pyx              | Pyxis               | Pyxidis             | moderna, Lacaille, 1763                          | australe    | 220.833                     |                  |
| Camaleonte           | Cha              | Chamaeleon          | Chamaeleontis       | moderna, Uranometria, 1603                       | australe    | 131.592                     |                  |
| Cancro               | Cnc              | Cancer              | Cancri              | zodiaco                                          | boreale     | 505.872                     |                  |
| Cane Maggiore        | CMa              | Canis Major         | Canis Majoris       | di Tolomeo                                       | australe    | 380.118                     |                  |
| Cane Minore          | CMi              | Canis Minor         | Canis Minoris       | di Tolomeo                                       | equatoriale | 183.367                     |                  |
| Cani da Caccia       | CVn              | Canes Venatici      | Canum Venaticorum   | moderna, Hevelius, 1690                          | boreale     | 465.194                     |                  |
| Carena               | Car              | Carina              | Carinae             | di Tolomeo                                       | australe    | 494.184                     |                  |
| Capricorno           | Cap              | Capricornus         | Capricorni          | zodiaco                                          | australe    | 413.947                     |                  |
| Cassiopea            | Cas              | Cassiopeia          | Cassiopeiae         | di Tolomeo                                       | boreale     | 598.407                     |                  |
| Cavallino            | Equ              | Equuleus            | Equulei             | di Tolomeo                                       | boreale     | 71.641                      |                  |
| Cefeo                | Cep              | Cepheus             | Cephei              | di Tolomeo                                       | boreale     | 587.787                     |                  |
| Centauro             | Cen              | Centaurus           | Centauri            | di Tolomeo                                       | australe    | 1060.422                    |                  |
| Chioma di Berenice   | Com              | Coma Berenices      | Comae Berenices     | moderna, Vopelius, 1536 divisa dal Leone         | boreale     | 386.475                     |                  |
| Cigno                | Cyg              | Cygnus              | Cygni               | di Tolomeo                                       | boreale     | 803.983                     |                  |
| Colomba              | Col              | Columba             | Columbae            | moderna, Plancius, 1592 divisa dal Cane Maggiore | australe    | 270.184                     |                  |
| Compasso             | Cir              | Circinus            | Circini             | moderna, Lacaille, 1763                          | australe    | 93.353                      |                  |
| Corona Australe      | CrA              | Corona Australis    | Coronae Australis   | di Tolomeo                                       | australe    | 127.696                     |                  |
| Corona Boreale       | CrB              | Corona Borealis     | Coronae Borealis    | di Tolomeo                                       | boreale     | 178.710                     |                  |
| Corvo                | Crv              | Corvus              | Corvi               | di Tolomeo                                       | australe    | 183.801                     |                  |
| Cratere              | Crt              | Crater              | Crateris            | di Tolomeo                                       | australe    | 282.398                     |                  |
| Croce del Sud        | Cru              | Crux                | Crucis              | moderna, Plancius, 1598 divisa dal Centauro      | australe    | 68.447                      |                  |
| Delfino              | Del              | Delphinus           | Delphini            | di Tolomeo                                       | boreale     | 188.549                     |                  |
| Dorado               | Dor              | Dorado              | Doradus             | moderna, Uranometria, 1603                       | australe    | 179.173                     |                  |
| Dragone              | Dra              | Draco               | Draconis            | di Tolomeo                                       | boreale     | 1082.952                    |                  |
| Ercole               | Her              | Hercules            | Herculis            | di Tolomeo                                       | boreale     | 1225.148                    |                  |
| Eridano              | Eri              | Eridanus            | Eridani             | di Tolomeo                                       | equatoriale | 1137.919                    |                  |
| Fenice               | Phe              | Phoenix             | Phoenicis           | moderna, Uranometria, 1603                       | australe    | 469.319                     |                  |
| Fornace              | For              | Fornax              | Fornacis            | moderna, Lacaille 1763                           | australe    | 397.502                     |                  |
| Freccia              | Sge              | Sagitta             | Sagittae            | di Tolomeo                                       | boreale     | 79.932                      |                  |
| Gemelli              | Gem              | Gemini              | Geminorum           | zodiaco                                          | boreale     | 513.761                     |                  |
| Giraffa              | Cam              | Camelopardalis      | Camelopardalis      | moderna, Plancius, 1613                          | boreale     | 756.828                     |                  |
| Gru                  | Gru              | Grus                | Gruis               | moderna, Uranometria, 1603                       | australe    | 365.513                     |                  |
| Idra                 | Hya              | Hydra               | Hydrae              | di Tolomeo                                       | equatoriale | 1302.844                    |                  |
| Idra Maschio         | Hyi              | Hydrus              | Hydri               | moderna, Uranometria, 1603                       | australe    | 243.035                     |                  |
| Indiano              | Ind              | Indus               | Indi                | moderna, Uranometria, 1603                       | australe    | 294.006                     |                  |
| Leone                | Leo              | Leo                 | Leonis              | zodiaco                                          | equatoriale | 946.964                     |                  |
| Leone Minore         | LMi              | Leo Minor           | Leonis Minoris      | moderna, Hevelius, 1690                          | boreale     | 231.956                     |                  |
| Lepre                | Lep              | Lepus               | Leporis             | di Tolomeo                                       | australe    | 290.291                     |                  |
| Lince                | Lyn              | Lynx                | Lyncis              | moderna, Hevelius, 1690                          | boreale     | 545.386                     |                  |
| Lira                 | Lyr              | Lyra                | Lyrae               | di Tolomeo                                       | boreale     | 286.476                     |                  |
| Lucertola            | Lac              | Lacerta             | Lacertae            | moderna, Hevelius, 1690                          | boreale     | 200.688                     |                  |
| Lupo                 | Lup              | Lupus               | Lupi                | di Tolomeo                                       | australe    | 333.683                     |                  |
| Macchina Pneumatica  | Ant              | Antlia              | Antliae             | moderna, Lacaille, 1763                          | australe    | 238.901                     |                  |
| Mensa                | Men              | Mensa               | Mensae              | moderna, Lacaille, 1763                          | australe    | 153.484                     |                  |
| Microscopio          | Mic              | Microscopium        | Microscopii         | moderna, Lacaille, 1763                          | australe    | 209.513                     |                  |
| Mosca                | Mus              | Musca               | Muscae              | moderna, Uranometria, 1603                       | australe    | 138.355                     |                  |
| Ofiuco               | Oph              | Ophiuchus           | Ophiuchi            | di Tolomeo                                       | equatoriale | 948.340                     |                  |
| Orione               | Ori              | Orion               | Orionis             | di Tolomeo                                       | equatoriale | 594.120                     |                  |
| Orologio             | Hor              | Horologium          | Horologii           | moderna, Lacaille, 1763                          | australe    | 248.885                     |                  |
| Orsa Maggiore        | UMa              | Ursa Major          | Ursae Majoris       | di Tolomeo                                       | boreale     | 1279.660                    |                  |
| Orsa Minore          | UMi              | Ursa Minor          | Ursae Minoris       | di Tolomeo                                       | boreale     | 255.864                     |                  |
| Ottante              | Oct              | Octans              | Octantis            | moderna, Lacaille, 1763                          | australe    | 291.045                     |                  |
| Pavone               | Pav              | Pavo                | Pavonis             | moderna, Uranometria, 1603                       | australe    | 377.666                     |                  |
| Pegaso               | Peg              | Pegasus             | Pegasi              | di Tolomeo                                       | boreale     | 1120.794                    |                  |
| Perseo               | Per              | Perseus             | Persei              | di Tolomeo                                       | boreale     | 614.997                     |                  |
| Pesce Australe       | PsA              | Piscis Austrinus    | Piscis Austrini     | di Tolomeo                                       | australe    | 245.375                     |                  |
| Pesce Volante        | Vol              | Volans              | Volantis            | moderna, Uranometria, 1603                       | australe    | 141.354                     |                  |
| Pesci                | Psc              | Pisces              | Piscium             | zodiaco                                          | equatoriale | 889.417                     |                  |
| Pittore              | Pic              | Pictor              | Pictoris            | moderna, Lacaille 1763                           | australe    | 246.739                     |                  |
| Poppa                | Pup              | Puppis              | Puppis              | di Tolomeo                                       | australe    | 673.434                     |                  |
| Regolo               | Nor              | Norma               | Normae              | moderna, Lacaille, 1763                          | australe    | 165.290                     |                  |
| Reticolo             | Ret              | Reticulum           | Reticuli            | moderna, Lacaille, 1763                          | australe    | 113.936                     |                  |
| Sagittario           | Sgr              | Sagittarius         | Sagittarii          | zodiaco                                          | australe    | 867.432                     |                  |
| Scorpione            | Sco              | Scorpius            | Scorpii             | zodiaco                                          | australe    | 496.783                     |                  |
| Scudo                | Sct              | Scutum              | Scuti               | moderna, Hevelius, 1690                          | australe    | 109.114                     |                  |
| Scultore             | Scl              | Sculptor            | Sculptor            | moderna, Lacaille, 1763                          | australe    | 474.764                     |                  |
| Serpente             | Ser              | Serpens             | Serpentis           | di Tolomeo                                       | equatoriale | 636.928                     |                  |
| Sestante             | Sex              | Sextans             | Sextantis           | moderna, Hevelius, 1690                          | equatoriale | 313.515                     |                  |
| Telescopio           | Tel              | Telescopium         | Telescopii          | moderna, Lacaille, 1763                          | australe    | 251.512                     |                  |
| Toro                 | Tau              | Taurus              | Tauri               | zodiaco                                          | equatoriale | 797.249                     |                  |
| Triangolo            | Tri              | Triangulum          | Trianguli           | di Tolomeo                                       | boreale     | 131.847                     |                  |
| Triangolo Australe   | TrA              | Triangulum Australe | Trianguli Australis | moderna, Uranometria, 1603                       | australe    | 109.978                     |                  |
| Tucano               | Tuc              | Tucana              | Tucanae             | moderna, Uranometria, 1603                       | australe    | 294.557                     |                  |
| Uccello del Paradiso | Aps              | Apus                | Apodis              | moderna, Uranometria, 1603                       | australe    | 206.327                     |                  |
| Unicorno             | Mon              | Monoceros           | Monocerotis         | moderna, Plancius, 1613                          | equatoriale | 481.569                     |                  |
| Vele                 | Vel              | Vela                | Velorum             | di Tolomeo                                       | australe    | 499.649                     |                  |
| Vergine              | Vir              | Virgo               | Virginis            | zodiaco                                          | equatoriale | 1294.428                    |                  |
| Volpetta             | Vul              | Vulpecula           | Vulpeculae          | moderna, Hevelius, 1690                          | boreale     | 268.165                     |                  |